# Перейра душ Сантуш, Адалберту
Адалбе́рту Пере́йра дус Са́нтус (порт. Adalberto Pereira dos Santos; 11 апреля 1905, Такуара, Риу-Гранди-ду-Сул, Бразилия — 2 апреля 1984, Рио-де-Жанейро, Бразилия) — бразильский военный и государственный деятель, генерал армии, вице-президент Бразилии в 1974—1979 годах.

## Биография
Адалберту получил высшее военное образование, окончив военное училище в Порту-Алегри и Высшую военную школу. Принимал участие в революции 1930 года. В 1932 году был направлен в штат Сан-Паулу для подавления восстания конституционалистов.
В 1944—1945 годах принимал участие в боевых действиях в Италии в составе Бразильского экспедиционного корпуса.
После возвращения в Бразилию участвовал в заговоре, в результате которого пал режим Жетулиу Варгаса. С 1960 по 1962 год был начальником Военной академии Агульяс-Неграс.
В 1964 году стал активным участником военного переворота, свергнувшего Жуана Гуларта. При новом режиме был переведён в Рио-де-Жанейро, где принял командование 1-й армией. В 1965 году получил звание генерала армии.
В 1969 году Адалберту возглавил Высший военный суд Бразилии. Позже присоединился к Альянсу национального возрождения и в 1974 году был избран вице-президентом страны.